# Contea di St. Louis (Missouri)
La contea di St. Louis, in inglese St. Louis County, è una contea dello Stato del Missouri, negli Stati Uniti. La popolazione al censimento del 2000 era di 1 016 315 abitanti. Il capoluogo di contea è Clayton.